# 馬奧尼山
77°12′S 161°36′E / 77.200°S 161.600°E
馬奧尼山（英語：Mount Mahony），是南極洲的山峰，位於維多利亞地的斯科特海岸，處於維多利亞上冰川源頭以東，海拔高度1,870米，由英國探險隊繪入地圖，現時由南極條約體系管理。